# 斯旺納諾阿鎮區 (北卡羅萊納州班康縣)
斯旺納諾阿鎮區（英語：Swannanoa Township）是位於美國北卡羅萊納州班康縣的一個鎮區。

## 地方資料
斯旺納諾阿鎮區的面積為53.35平方千米，皆為陸地。根據2020年美國人口普查的數據，當地共有人口15171人，而人口密度為每平方千米284.37人。